# Август Шведський
Карл Ніколаус Август Шведський та Норвезький (швед. Carl Nikolaus August av Sverige och Norge), (нар. 24 серпня 1831 — пом. 4 березня 1873) — принц шведський та норвезький, герцог Даларна, син короля Оскара I та Жозефіни Лейхтенберзької.

## Біографія
Ніколаус Август народився 24 серпня 1831 у палаці Дроттнінгхольм на захід від Стокгольму. Він був молодшим сином кронпринца шведського та норвезького Оскара та його дружини Жозефіни Лейхтенберзької. В родині вже було четверо дітей: сини Карл, Густав та Оскар, і донька Євгенія. 

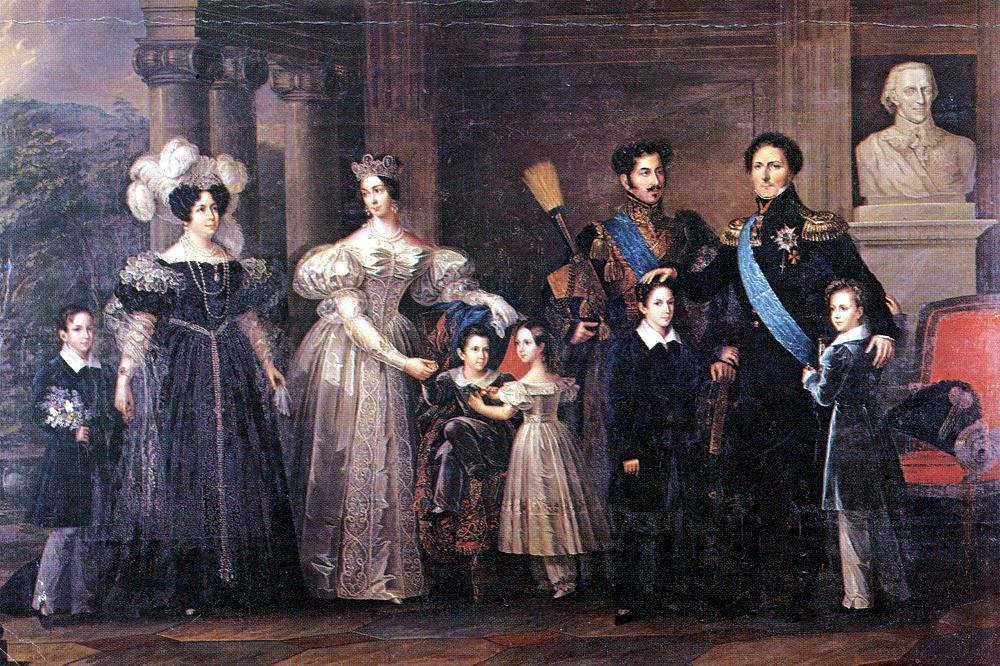
Август (четвертий зліва) у дитинстві

Хрещеним батьком новонародженого був російський імператор Микола I, тож першим іменем хлопчика мало бути Ніколаус. Але через значні анти-російські протести у Швеції принц був змушений взяти як основне ім'я Август.
Всі діти виховувалися в дусі лютеранської релігії, хоча матір і була католичкою. Сред їхніх викладачів були шведський філософ Крістоф Якоб Бострем та норвезький педагог Отто Оберт. Август виріс добре вихованим, але дещо лінивим. Він не цікавився культурними питаннями і не користувався своїм королівським положенням, віддаючи перевагу компанії «звичайних людей, які розуміли його».

У 1847 16-річний принц Август вступив до армії. У 1849—1853 роках відвідував Уппсальський університет. 10 грудня 1851 року став почесним членом королівської академії наук. Пізніше брав участь у військових діях і отримав 1872 року звання генерал-лейтенанта від артилерії. Принц не вирізнявся талантами чи розумом, як його брати, але був доброю, в дечому оригінальною людиною. Наприклад, він дуже цікавився поїздами та докомотивами. Один з перших шести паровозів збудованих 1856 року було названо на його честь. Ця техніка функціонувала до 1906 року. Зараз — експонат шведського залізничного музею. Є одним з найстаріших діючих паровозів у світі.

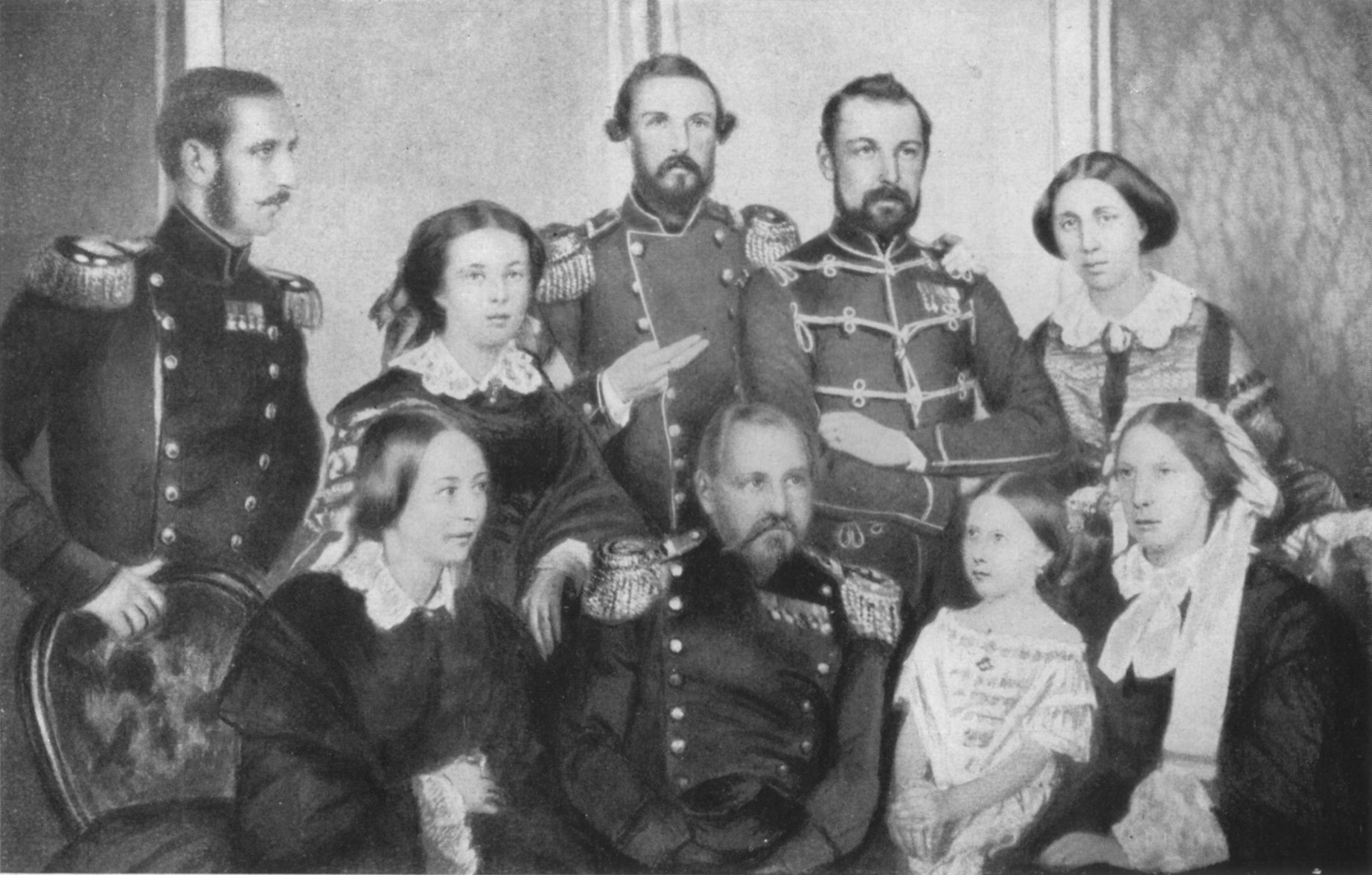
Август (крайній зліва) із родиною у 1857

Після смерті старшого сина Густава, батько продав у 1856 році Августу палац Стернзунд. Там він і жив з перервами до 1860, коли перепродав його фабриканту Кнуту Касселю. Ще й дотепер про це сусідство з королівською сім'єю серед місцевих жителів ходять легенди.  Через веселий характер та почуття гумору Август був дуже популярним серед народу та став героєм численних анекдотів. До того ж він був відомий як любитель випити та мав звичку у всіх можливих та неможливих випадках оголошувати тости.
Входив до Данської масонської ложі.

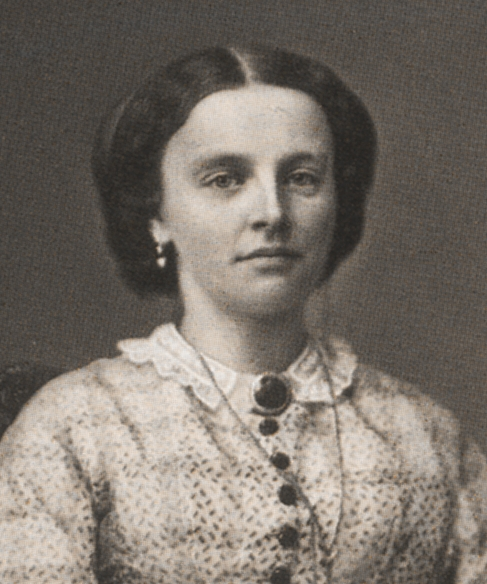
Тереза Саксен-Альтенбурзька

У 1864 році під час другого німецького турне відвідав принцесу Терезу Саксен-Альтенбурзьку у Дюссельдорфі, з якою вперше побачився в 1852 році. Після тижня гостювання було оголошено про заручини. Вони одружилися16 квітня 1864 року у Альтенбурзі. Тереза Амалія була дочкою принца Едварда Саксен-Альтенбурзького. Її описували як скромну, маленьку та тендітну жіночку із м'яким та чуйним виразом обличчя. З її талантів виокремлювали музичну обдарованість. У Швеції її стали називати принцеса Терезія. Наречені не були закохані одне в одного, але побудували сімейне життя на фундаменті справжньої дружби. Пара жила у гармонії, попри те, що дружина періодично страждала від нервових зривів, а чоловік рідко бував вдома та багато подорожував. Тереза швидко потоваришувала із сестрою Августа, Євгенією і проводила з нею літо у Готланді. Дітей у подружжя не було.
В останні роки життя брав участь у створенні руху волонтерів для надання медичної допомоги солдатам під час військових кампаній.
Після нетривалої хвороби помер зранку 4 березня 1873 у віці 41 року у королівському палаці в Стокгольмі. Похований у склепінні під каплицею Бернадоттів у кірсі Ріддархольмен.
Терезу у 1875 було відправлено до швейцарського санаторію, де вона провела наступні п'ятнадцять років.

## Курйози

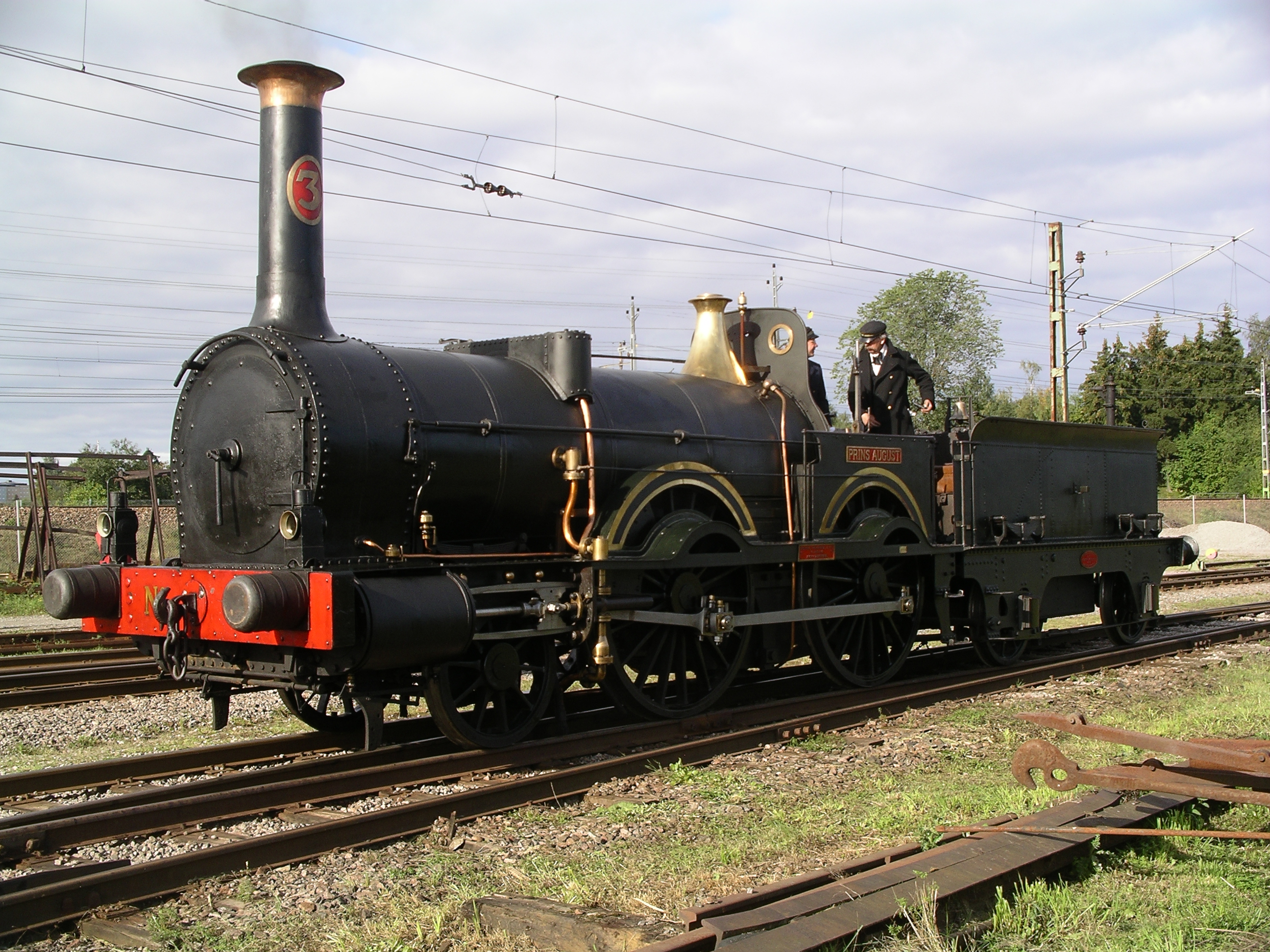
Паровоз «Принц Август»

Оскільки Август був відомий як не дуже кмітлива людина, про нього казали: «Тупіший, ніж потяг» («dummare än tåget»). Цей вираз досі зберігся у шведській мові, хоча зараз мало хто пам'ятає звідки він походить.
Сам Август на це казав:«Вони говорять, що я тупий, та чули б вони мою Терезу!» («Dom säger att jag är dum, men dom skulle bara höra min Thérèse!»)